# Vertou
Vertou is een gemeente in het Franse departement Loire-Atlantique (regio Pays de la Loire). De gemeente telde 26.048 inwoners op 1 januari 2022. De plaats maakt deel uit van het arrondissement Nantes. Het is een voorstad van Nantes.

## Geschiedenis
De kerk van Vertou werd volgens de overlevering gesticht door Sint-Maarten in 576. De plaats ontstond rond 600 rond deze kerk en haar abdij. In de 9e eeuw had de plaats te lijden onder een inval van de Vikingen. In 945 werd een nieuwe kerk ingewijd door de monniken van de abdij, al de derde kerk op deze plaats. De monniken van de abdij slaagden erin de Sèvre Nantaise bevaarbaar te maken, onder andere door de aanleg van de stuwdam Chaussée des Moines. De handel die hierdoor mogelijk werd, gaf een impuls aan de groei van Vertou. Later werden er nog een sluis op de rivier gebouwd. In de 19e eeuw werd een nieuwe kerk Saint-Martin gebouwd nadat de vorige kerk, samen met de abdijgebouwen, vernield werd tijdens de Franse Revolutie. In de 19e eeuw kwam er industrie in de gemeente.

## Geografie
De oppervlakte van Vertou bedroeg op 1 januari 2022 35,68 vierkante kilometer; de bevolkingsdichtheid was toen 730 inwoners per km². De Sèvre Nantaise stroomt door de gemeente.
De onderstaande kaart toont de ligging van Vertou met de belangrijkste infrastructuur en aangrenzende gemeenten.

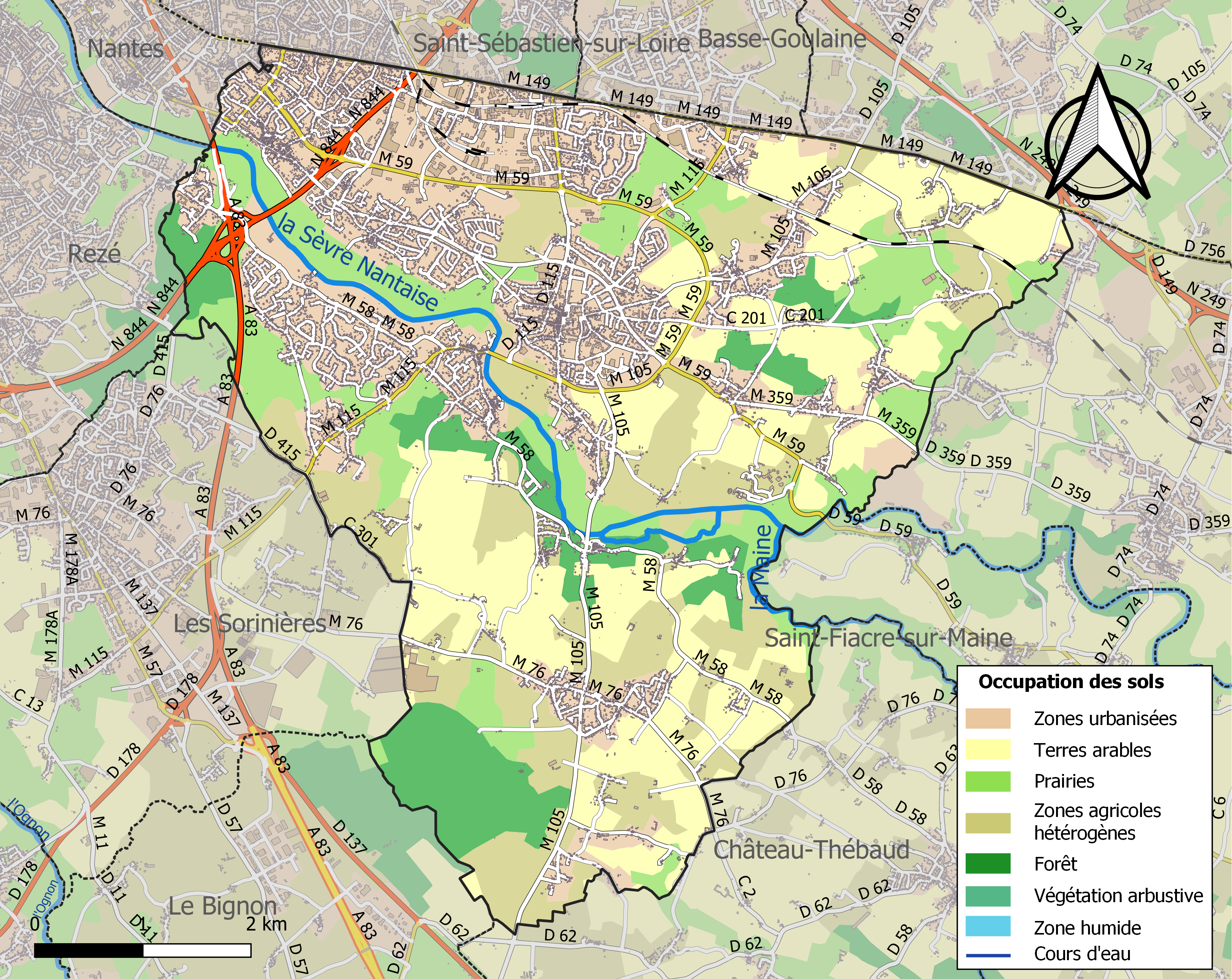

## Verkeer en vervoer
In de gemeente ligt spoorwegstation Vertou.
De ringweg (périphérique) rond Nantes loopt door de gemeente.

## Demografie
Onderstaande figuur toont het verloop van het inwonertal (bron: INSEE-tellingen).